# Corbas
Corbas is een gemeente in de Franse Métropole de Lyon (regio Auvergne-Rhône-Alpes). De plaats maakt deel uit van het arrondissement Lyon. Corbas telde op 1 januari 2022 11.196 inwoners.

## Geografie
De oppervlakte van Corbas bedroeg op 1 januari 2022 11,88 vierkante kilometer; de bevolkingsdichtheid was toen 942,4 inwoners per km².

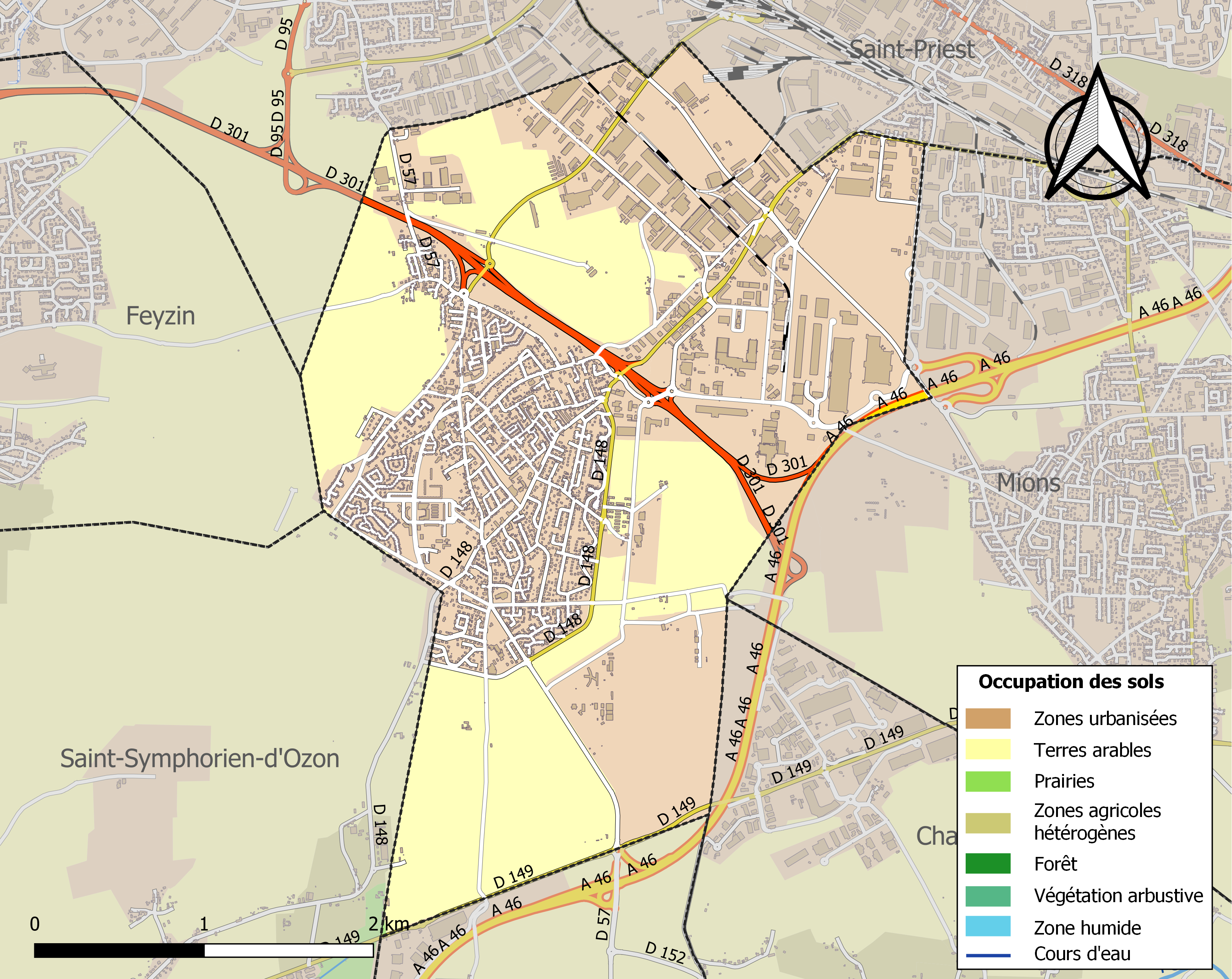
Kaart van de gemeente met de belangrijkste infrastructuur, bodemgebruik en omliggende gemeenten

## Geschiedenis
In 2008 verdween in Corbas 28 kg van het hoogexplosieve semtex uit een negentiende-eeuws fort, dat als opslagplaats werd gebruikt. Ook bleken verscheidene detonators zoek te zijn. Deze gebeurtenis veroorzaakte in Frankrijk veel ophef.

## Demografie
Onderstaande figuur toont het verloop van het inwonertal (bron: INSEE-tellingen).